# جان اکتون
جان اِمریک ادوارد دالبرگ-اَکتون (به انگلیسی: John Emerich Edward Dalberg-Acton) هم‌چنین مشهور به لُرد اَکتون (به انگلیسی: Lord Acton) فیلسوف و مورخ انگلیسی در سده ۱۹ میلادی بود.

## گفتاورد مشهور
لُرد اَکتون در نامه‌ای به اسقف مندل کرایتون در ۵ آوریل ۱۸۸۷ میلادی، جمله‌ای نوشت که هنوز یکی از معروفترین نقل قول‌ها چه بین مردم چه در محافل دانشگاهی است: «قدرت فساد می‌آورد و قدرت مطلق، فساد مطلق. مردان بزرگ همیشه مردان بدی هستند، حتی وقتی که به‌جای اقتدار از نفوذ خود استفاده می‌کنند».
اکتون ممکن است این اظهارنظر را از سخن نخست وزیر بریتانیا ویلیام پیت در سال ۱۷۷۰ که "قدرت نامحدود می تواند ذهن صاحبان آن را فاسد کند." الهام گرفته باشد. نیز محتمل است از شاعر و سیاستمدار فرانسوی آلفونس دو لامارتین الهام گرفته باشد که در مقاله خود به نام «فرانسه و انگلستان: چشم انداز آینده» (ترجمه و منتشر شده به انگلیسی در سال ۱۸۴۸) نوشته بود: "تنها برده یا رعیت نیست که با آزاد شدن بهبود می یابد... ارباب هم از هر نظر چیز کمتری به دست نمی آورد... زیرا قدرت مطلق بهترین طبیعت ها را هم تباه می کند." 